# Stazione di Camposanto
Stazione di Camposanto vasútállomás Olaszországban, Camposanto településen.

## Vasútvonalak
Az állomást az alábbi vasútvonalak érintik:
- Verona–Bologna-vasútvonal

## Kapcsolódó állomások
A vasútállomáshoz az alábbi állomások vannak a legközelebb:
- Stazione di San Felice sul Panaro
- Stazione di Crevalcore
- Bolognina train station